# Чинізі
Чинізі (італ. Cinisi, сиц. Cìnisi) — муніципалітет в Італії, у регіоні Сицилія, метрополійне місто Палермо.
Чинізі розташоване на відстані близько 420 км на південь від Рима, 24 км на захід від Палермо.

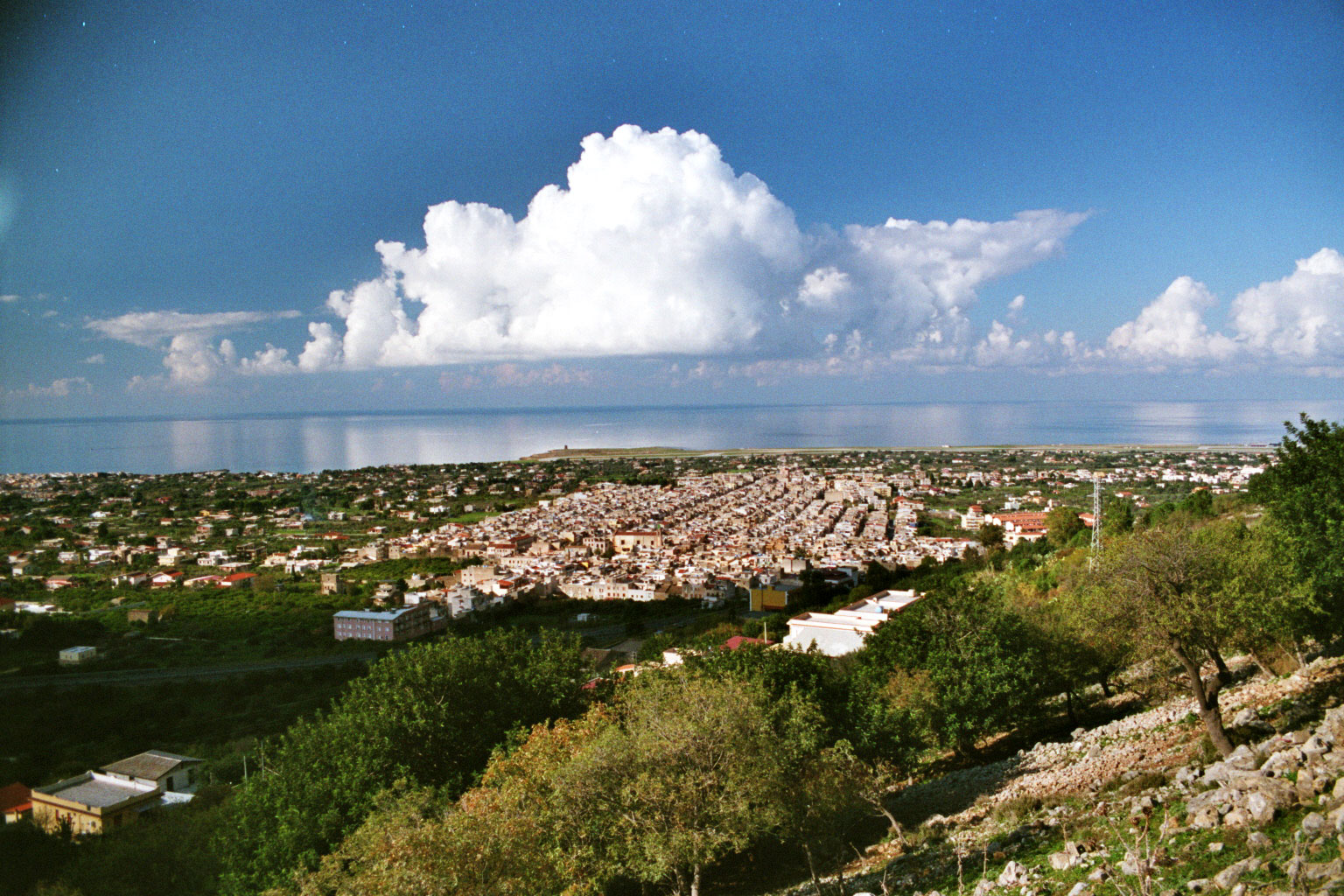

Населення — 12 403 особи (2014).
Покровитель — Santa Fara.

## Демографія
Населення за роками:

Станом на 1 січня 2023 року в муніципалітеті офіційно проживало 279 іноземців з 35 країн, серед них 156 громадян країн Євросоюзу та 10 громадян України.

## Сусідні муніципалітети
- Карині
- Терразіні